# La Candelaria, Silao de la Victoria
La Candelaria är en ort i Mexiko.   Den ligger i kommunen Silao de la Victoria och delstaten Guanajuato, i den centrala delen av landet, 300 km nordväst om huvudstaden Mexico City. La Candelaria ligger 1 840 meter över havet och antalet invånare är 152.
Terrängen runt La Candelaria är kuperad åt nordost, men åt sydväst är den platt. Runt La Candelaria är det tätbefolkat, med 257 invånare per kvadratkilometer. Närmaste större samhälle är Silao, 11,2 km söder om La Candelaria. Trakten runt La Candelaria består till största delen av jordbruksmark.